# آدریان اسکودرو
آدریان اسکودرو (انگلیسی: Adrián Escudero; ۲۴ نوامبر ۱۹۲۷ – ۷ مارس ۲۰۱۱) بازیکن فوتبال اهل اسپانیا بود.
وی همچنین در تیم‌های ملی فوتبال بی اسپانیا و اسپانیا بازی کرده‌است.